# Форест-Гілл (Луїзіана)
Форест-Гілл (англ. Forest Hill) — селище (англ. village) в США, в окрузі Рапід штату Луїзіана. Населення — 605 осіб (2020).

## Географія
Форест-Гілл розташований за координатами 31°3′2″ пн. ш. 92°31′29″ зх. д. / 31.05056° пн. ш. 92.52472° зх. д. (31.050525, -92.524854).  За даними Бюро перепису населення США в 2010 році селище мало площу 8,52 км², з яких 8,44 км² — суходіл та 0,09 км² — водойми.

## Демографія
Згідно з переписом 2010 року, у селищі мешкало 818 осіб у 254 домогосподарствах у складі 201 родини. Густота населення становила 96 осіб/км².  Було 280 помешкань (33/км²).
Расовий склад населення:
| - 62,0 % — білих - 3,5 % — чорних або афроамериканців - 0,6 % — корінних американців - 0,4 % — азіатів - 31,9 % — осіб інших рас |

До двох чи більше рас належало 1,6 %. Частка іспаномовних становила 42,9 % від усіх жителів.
За віковим діапазоном населення розподілялося таким чином: 32,6 % — особи молодші 18 років, 58,8 % — особи у віці 18—64 років, 8,6 % — особи у віці 65 років та старші. Медіана віку мешканця становила 29,9 року. На 100 осіб жіночої статі у селищі припадало 113,6 чоловіків;  на 100 жінок у віці від 18 років та старших — 113,6 чоловіків також старших 18 років.
Середній дохід на одне домашнє господарство  становив 48 227 доларів США (медіана — 27 813), а середній дохід на одну сім'ю — 56 774 долари (медіана — 30 714). За межею бідності перебувало 39,6 % осіб, у тому числі 50,4 % дітей у віці до 18 років та 5,4 % осіб у віці 65 років та старших.
Цивільне працевлаштоване населення становило 264 особи. Основні галузі зайнятості: сільське господарство, лісництво, риболовля — 29,5 %, оптова торгівля — 15,9 %, освіта, охорона здоров'я та соціальна допомога — 12,5 %, будівництво — 10,6 %.